# Давід Вальєхо
Давід Оскар Вальєхо (ісп. David Óscar Vallejos, нар. 17 березня 2000, Адроге, Буенос-Айрес, Аргентина) — аргентинський футболіст, півзахисник галицьких «Карпат». Має також чилійське громадянство.

## Життєпис
Народився в місті Адроге, провінція Буенос-Айрес. Вихованець молодіжної академії «Сан-Лоренсо». В ранньому віці виїхав до Мексики, де виступав в оренді за молодіжні команди клубів «Атлетіко Сан-Луїс» та «УНАМ Пумас».
На початку січня 2020 року вільним агентом перейшов до чилійського клубу «Депортес Ла-Серена». У футболці нового клубу дебютував 24 січня 2020 року в переможному (4:3, серія пенальті) домашньому поєдинку Прімера Дивізіону Б проти «Депортес Темуко». Давід вийшов на поле на 70-ій хвилині, замінивши свого співвітчизника Франко Олего. Цей матч став єдиним для аргентинця в сезоні 2019 року. За підсумками сезону 2019 року «Депортес Ла-Серена» вийшов до Вищого дивізіону чилійського чемпіонату. В еліті чилійського футболу дебютував 29 січня 2020 року в програному (0:1) виїзному поєдинку 1-го туру проти «Куріко Ундо». Оскар вийшов на поле в стартовому складі, а на 67-ій хвилині його замінив співвітчизник Франко Олего. У сезоні 2020 року провів 7 матчів, чергуючи виходи в стартовому складі та появи на полі з лави запасних.
3 вересня 2021 року підписав 2-річний контракт з «Карпатами». У футболці галицького клубу дебютував 11 вересня 2021 року в програному (0:1) домашньому поєдинку 8-го туру групи А Другої ліги України проти вигородського «Діназу». Вальєхо вийшов на поле в стартовому складі та відіграв увесь матч.